# Särkisalo
Särkisalo (in svedese Finby) è stato un comune finlandese di 759 abitanti, situato nella regione del Varsinais-Suomi. Il comune è stato soppresso nel 2009.